# Ahrenshoop
Ahrenshoop este o comună din landul Mecklenburg-Pomerania Inferioară, Germania. Ahrenshoop este o localitate balneară de pe malul Marii Baltice.